# Heinrich Liebmann

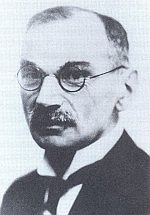
Karl Otto Heinrich Liebmann (1874–1939)

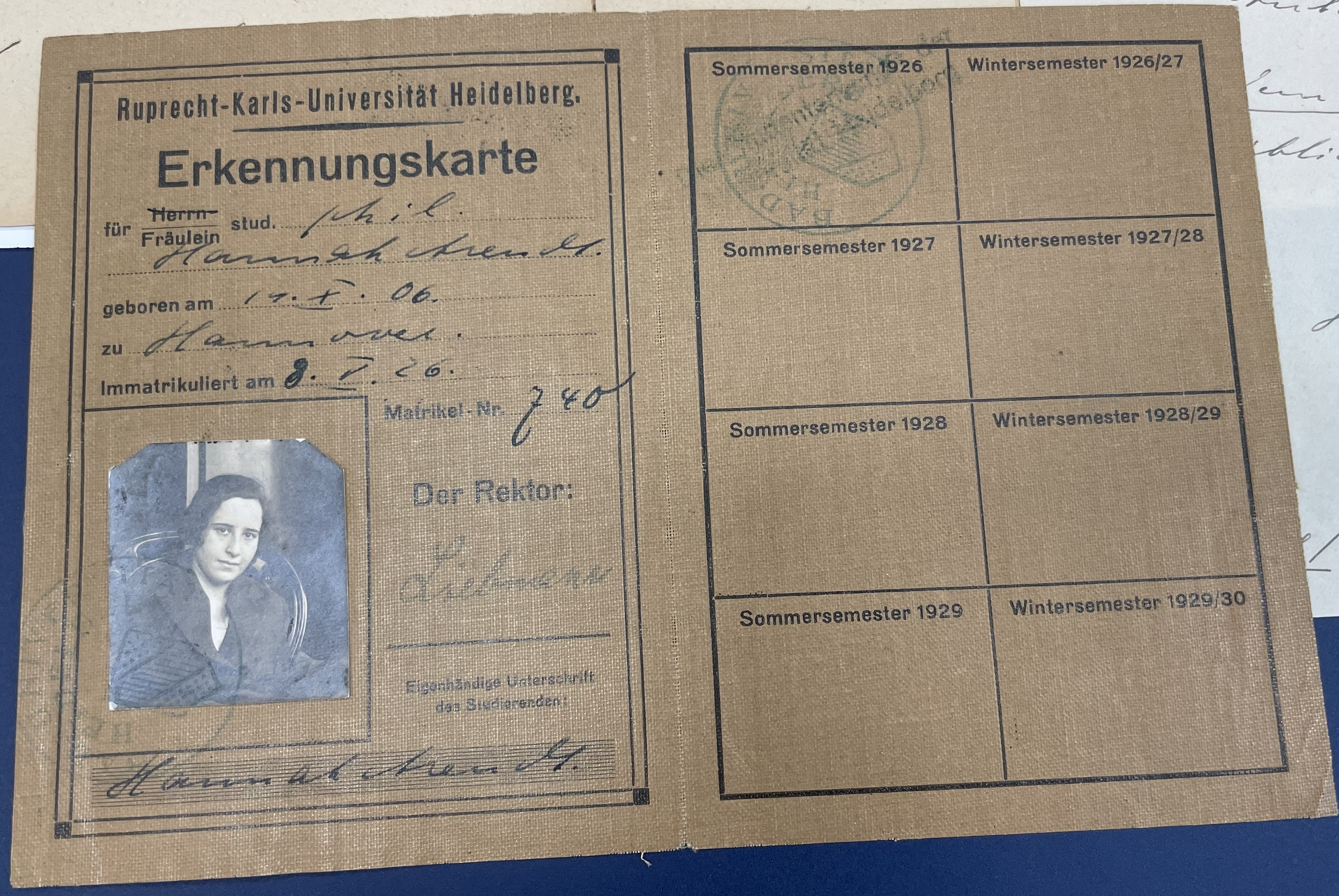
Liebmann als Rektor in Heidelberg 1926

Karl Otto Heinrich Liebmann  (* 22. Oktober 1874 in Straßburg, Deutsches Reich; † 12. Juni 1939 in München-Solln) war ein deutscher Mathematiker, der sich mit Geometrie beschäftigte.

## Leben
Liebmann war der Sohn des Jenaer Philosophieprofessors und Neukantianer Otto Liebmann (1840–1912). Er studierte 1895 bis 1897 an den Universitäten Leipzig, Jena und Göttingen. 1895 wurde er in Jena bei Carl Johannes Thomae mit dem Thema Die einzweideutigen projektiven Punktverwandtschaften der Ebene zum doctor philosophiae und legte dort 1896 die Lehramtsprüfung ab. 1897 war er Assistent in Göttingen und ab 1898 in Leipzig, wo er sich 1899 mit dem Thema Über die Verbiegung der geschlossenen Flächen positiver Krümmung habilitierte. In dieser Arbeit bewies er unter anderem den heute nach ihm benannten Satz von Liebmann, mit dem er zusammenhängende kompakte Flächen mit konstanter Gauß-Krümmung klassifizierte.
1905 wurde Liebmann außerordentlicher Professor an der Universität Leipzig, 1910 außerordentlicher Professor an der Technischen Hochschule München, und 1915 wurde er dort Professor. 1920 wurde er als Nachfolger von Paul Stäckel Professor an der Universität Heidelberg, wo er 1926 Rektor und 1923/1924 sowie 1928/1929 Dekan der Mathematisch-Naturwissenschaftlichen Fakultät war. 1935 bat er auf politischen Druck der Nationalsozialisten um Versetzung in den Ruhestand (Liebmann hatte jüdische Vorfahren, war aber evangelisch). In seiner Fakultät wurde er und sein Kollege Arthur Rosenthal boykottiert. Seine letzten Jahre verbrachte er in München.
Er heiratete im Jahre 1913 seine erste Ehefrau Natalie Liebmann, eine geborene Kraus († 1924). Sie war die Tochter von Karl Kraus, einem Professor für Agrarwissenschaft an der Münchner Universität. Nach dem Tode seiner ersten Ehefrau heiratete er 1926 seine zweite Ehefrau namens Helene Ehlers. Somit war er zweimal verheiratet und hatte vier Kinder.
Liebmann beschäftigte sich u. a. mit Differentialgeometrie und nichteuklidischer Geometrie, Bildebnung und Katoptrik. Er fand die Konstruktion eines Dreiecks aus seinen drei Winkeln mit Zirkel und Lineal in der hyperbolischen Geometrie. Er bewies in seiner Habilitation, dass eine konvexe geschlossene Fläche nicht verbogen werden kann (Satz von Minding).
Er übersetzte auch die Werke von Nikolai Iwanowitsch Lobatschewski.
Liebmann war Mitglied der Sächsischen, der Bayerischen und der Heidelberger Akademie der Wissenschaften.

## Schriften (Auswahl)
- Die einzweideutigen projektiven Punktverwandtschaften der Ebene. Jena, 1895 (Digitalisat Univ. Heidelberg)
- Über die Verbiegung der geschlossenen Flächen positiver Krümmung Leipzig 1900 (Digitalisat Univ. Heidelberg)
- Lehrbuch der Differentialgleichungen. Leipzig 1901
- Die nichteuklidische Geometrie. Historisch kritische Darstellung ihrer Entwicklung. Berlin 1908, 1912, 1923 (zusammen mit Roberto Bonola)
- Synthetische Geometrie. Leipzig 1934
- Nichteuklidische Geometrie. Leipzig 1905.
- Das Problem der Kreisteilung. Leipzig/Berlin 1913.
- Die Berührungstransformationen, Geschichte und Invariantentheorie. Leipzig 1914.
- Katoptrische Abbildung, insbesondere Bildebnung Heidelberg, 1920
- Die Sätze von Lie und Gambier über Kurven deines Linienkomplexes. Berlin 1928.

- N. J. Lobatschefskijs imaginäre Geometrie und Anwendung der imaginären Geometrie auf einige Integrale, 1904
- „Eine neue Eigenschaft der Kugel“, Mitteilungen Akademie Göttingen 1899
- Die elementaren Konstruktionen der nichteuklidischen Geometrie, Jahresbericht DMV 1911
- „Notwendigkeit und Freiheit in der Mathematik“, Jahresbericht DMV 1905, Antrittsvorlesung Leipzig
- „Neuer Beweis des Mindingschen Satzes“, Jahresbericht DMV 1903
- „Neuer Beweis des Satzes, dass eine geschlossene konvexe Fläche sich nicht verbiegen läßt“, Mathematische Annalen Bd.54, 1901
- „Geometrische Theorie der Differentialgleichungen“, Enzyklopädie der Mathematischen Wissenschaften 1914
- „Berührungstransformationen“, Enzyklopädie der Mathematischen Wissenschaften 1914